# La Pobla de Benifassà
la Pobla de Benifassà (em valenciano) ou Puebla de Benifasar (em castelhano) é um município da Espanha na província de Castelló, Comunidade Valenciana. Tem 136 km² de área e em 2021 tinha 213 habitantes (densidade: 1,6 hab./km²).

## Demografia
| Variação demográfica do município entre 1991 e 2004 | Variação demográfica do município entre 1991 e 2004 | Variação demográfica do município entre 1991 e 2004 | Variação demográfica do município entre 1991 e 2004 |
| --------------------------------------------------- | --------------------------------------------------- | --------------------------------------------------- | --------------------------------------------------- |
| 1991                                                | 1996                                                | 2001                                                | 2004                                                |
| 227                                                 | 202                                                 | 227                                                 | 256                                                 |